# Karl Günther (Schwarzburg-Sondershausen)

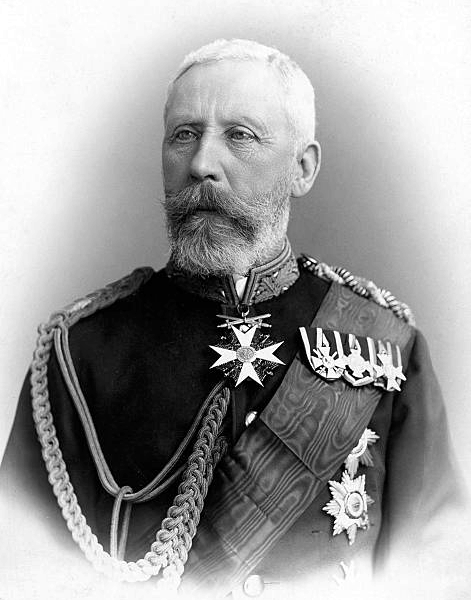
Karl Günther, letzter Fürst von Schwarzburg-Sondershausen, 1896

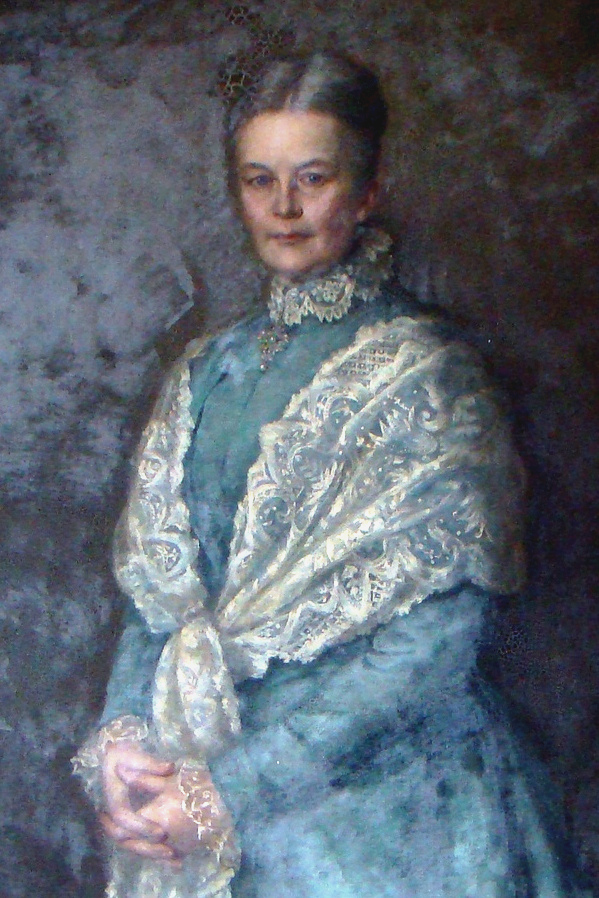
Fürstin Marie, Gemahlin des Fürsten von Schwarzburg-Sondershausen

Karl Günther von Schwarzburg-Sondershausen (* 7. August 1830 in Arnstadt; † 28. März 1909 in Weißer Hirsch bei Dresden) war der letzte Fürst von Schwarzburg-Sondershausen in der Zeit vom 17. Juli 1880 bis zu seinem Tod.

## Leben
Karl Günther war der Sohn von Fürst Günther Friedrich Carl II. von Schwarzburg-Sondershausen und dessen erster Frau Marie von Schwarzburg-Rudolstadt. Er heiratete am 12. Juni 1869 Prinzessin Marie von Sachsen-Altenburg (* 28. Juni 1845 in München; † 5. Juli 1930 in Sondershausen).
Karl Günther besuchte die Universität Bonn und trat anschließend in die Preußische Armee ein. Hier nahm er 1866 am Deutschen Krieg teil, kam anschließend zu den Offizieren à la suite der Armee und wurde am 18. September 1886 schließlich zum General der Infanterie befördert.
Er übernahm am 17. Juli 1880 die Regierung von seinem Vater, welcher aufgrund eines Augenleidens den Erbprinzen zum Nachfolger bestellte. Er war der letzte Fürst der Sondershausener Linie des Schwarzburgischen Fürstenhauses. Sein 25-jährigen Regierungsjubiläum 1905 beging er mit der Ausgabe einer Jubiläumsmedaille. Fürst Karl Günther war leidenschaftlicher Jäger. Die Staatsleitung überließ er seinem Staatsminister.
1906 wurde Karl Günther bei einem Jagdunfall schwer verletzt und verbrachte seine letzten drei Jahre im Krankenbett. Der Fürst hinterließ keine Kinder und damit auch keine leiblichen Erben. Er wurde in der fürstlichen Grabkapelle der Trinitatiskirche beigesetzt.
Weil nach den Erbfolgeverträgen von 1713 und 1896 bei Erlöschen der Sondershausener Linie das Fürstentum an Schwarzburg-Rudolstadt übergehen sollte, regierte Günther Viktor von Schwarzburg-Rudolstadt ab dem Tode von Karl Günther im Jahre 1909 beide Fürstentümer in Personalunion als Fürst zu Schwarzburg.

### Ehrungen

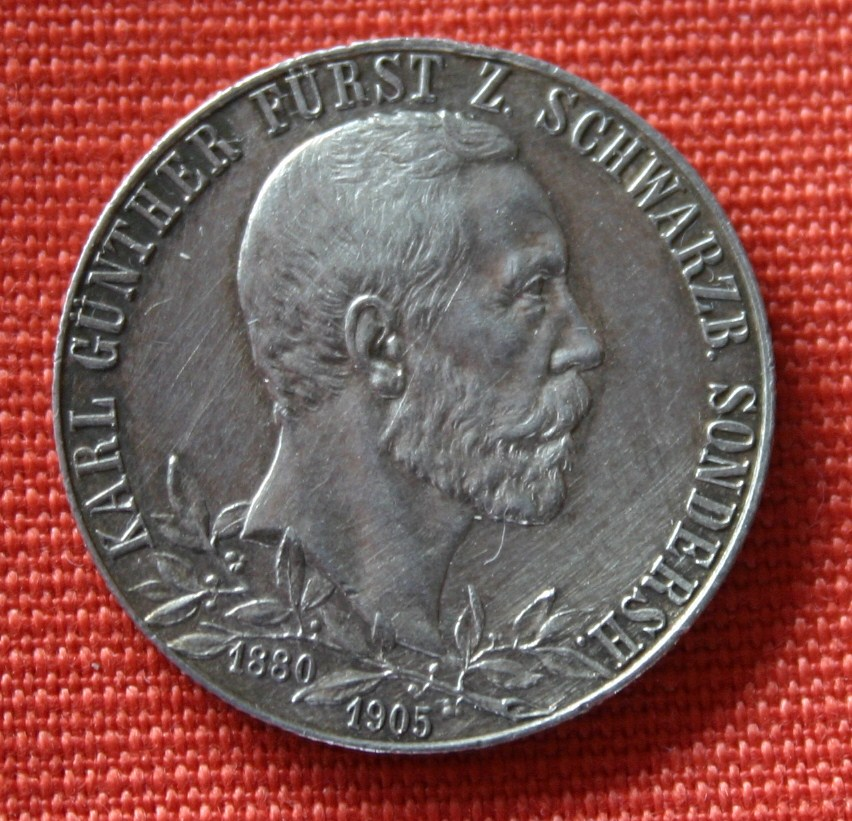
Karl Günther auf einer 2-Mark-Münze von 1905

Zu Ehren des Fürsten existiert das Fürst Karl Günther-Denkmal. Das Denkmal bei Gehren wurde auf Initiative des Thüringerwald-Vereins zwischen 1911 und 1912 errichtet. Karl Günther war außerdem seit 24. September 1889 Chef des 3. Thüringischen Infanterie-Regiments Nr. 71 sowie Ritter des Schwarzen Adlerordens, des Hubertusordens und Ehrenritter des Johanniterordens. Karl war auch Inhaber des Großkreuzes mit der Krone in Erz des Hausordens der Wendischen Krone.